# Røde Stjerne Beograd
Fudbalski klub Crvena zvezda ( kyrillisk: Фудбалски клуб Црвена звезда , IPA: [fûdbalskiː klûːb tsř̩ʋenaː zʋěːzda] ; engelsk: Red Star Football Club), der oversættes til dansk som Røde stjerne (serbisk: Црвена звезда / Crvena zvezda), er en serbisk professionel fodboldklub med base i Beograd almindeligvis kendt som Røde Stjerne Beograd (serbisk: Црвена звезда Београд / Crvena zvezda Beograd), den største del af Røde Stjerne.
De er den eneste serbiske og jugoslaviske klub, der har vundet den europæiske cup, efter de gjorde det i 1991, og det eneste hold, der har vundet den interkontinentale cup, også i 1991. Med 30 nationale mesterskaber, 24 nationale pokalturneringer, to nationale supercups og en ligacup samlet blandt serbiske og jugoslaviske turneringer, var Røde Stjerne den mest succesrige klub i Jugoslavien og sluttede som det bedste hold i den jugoslaviske første ligas evighedstabel, og er den mest succesrige klub i Serbien. Siden sæsonen 1991–92 er Røde Stjernes bedste resultater i UEFA Champions League-gruppespillet og UEFA Europa League-knockout-fase.
I henhold til meningsmålingerne i 2008 er Røde Stjerne Beograd den mest populære fodboldklub i Serbien, hvor 48,2% af befolkningen støtter dem. De har mange tilhængere i andre tidligere jugoslaviske republikker og i den serbiske diaspora. Deres vigtigste rivaler er kollegerne fra Beograd, Partizan. Mesterskabskampe mellem disse to klubber er kendt som Evigt derby (Serbien) det evige derby.
I henhold til International Federation of Football History & Statistics' liste over de Top 200 europæiske klubber i det 20. århundrede er Red Star den højest rangerede serbiske og ex-jugoslaviske klub, der deler 27. pladsen på listen med den hollandske klub Feyenoord.

## Historie
I februar 1945, under 2. verdenskrig, besluttede en gruppe unge mænd, aktive spillere, studerende og medlemmer af Serbian United Antifascist Youth League at oprette et ungdomsfysisk kulturselskab, der skulle blive Røde Stjerne Beograd den 4. marts. Tidligere, fra december 1944, blev alle serbiske klubber fra før krigen afskaffet, og den 5. maj 1945 underskrev den kommunistiske sportssekretær Mitra Mitrović-Djilas dekretet, der formelt opløste alle førkrigsklubber i den socialistiske republik Serbiens område. Klubberne blev opløst, fordi der under den tyske besættelse var et forsøg på at organisere ligaen, så alle klubberne blev kaldt kollaboratører af Josip Broz Titos kommunistregime. To af de mest populære klubber fra Beograd var SK Jugoslavija og BSK Beograd. Red Star blev dannet på resterne af SK Jugoslavija og de fik SK Jugoslavijas stadion, kontorer, spillere og endda deres røde og hvide farver sammen med logoet med tilføjelse af en rød stjerne. Hele BSK Beograd-holdet kom også sammen med nogle andre spillere fra Beograd og Central Serbien .
Navnet Røde Stjerne blev tildelt efter en lang diskussion. Andre ideer, der blev nævnt af de delegerede, omfattede "Folkets stjerne", "Blå Stjerne", " Proleter", "Stalin", " Lenin", osv. De oprindelige næstformænd for Sportsforeningen - Zoran Žujović og Slobodan Ćosić - var dem, der tildelte det. Røde stjerne blev snart vedtaget som et symbol på serbisk nationalisme i Jugoslavien og en sportsinstitution, der stadig er landets mest populære i dag. Den dag spillede Røde Stjerne den første fodboldkamp i klubbens historie mod First Battalion of the Second Brigade of KNOJ ( eople's Defense Corps of Yugoslavia) og vandt 3–0.
Røde Stjernes første succeser involverede små skridt mod anerkendelse. I de første femten år af eksistensen vandt Røde Stjerne ét serbisk mesterskab, seks jugoslaviske mesterskaber, fem jugoslaviske pokalturneringer, en Donau Cup og nåede semifinalen i mesterholdenes europacup i 1956-57. Nogle af de største spillere i denne periode var Kosta Tomašević, Branko Stanković, Rajko Mitić, Vladimir Beara, Bora Kostić, Vladica Popović, Vladimir Durković og Dragoslav Šekularac. Som mestre var Røde Stjerne Jugoslaviens repræsentater i Mesterholdenes Europacup 1957-58, hvor de berømt blev slået 5–4 samlet af de engelske mestre Manchester United i kvartfinalen. Manchester United, trænet af Matt Busby, besejrede Røde Stjerne 2-1 i første kamp i England, inden de spillede uafgjort 3–3 med dem i Jugoslavien i returkampen den 5. februar på JNA Stadium. Returkampen bemærkes for at være den sidste kamp, der blev spillet af Busby Babes: på returflyvningen til England dagen efter styrtede flyet ned i München, hvilket kostede 23 mennesker livet, inklusive otte Manchester United-spillere. Skabelon:Football squad on pitch
Under Miljan Miljanić-æraen vandt Røde Stjerne fire jugoslaviske mesterskaber, tre jugoslaviske pokalturneringer, to jugoslaviske supercups, en jugoslaviske ligacup, en Mitropa Cup og nåede semifinalen i Mesterholdenes Europacup 1970–71. En ny generation af spillere dukkede op under Miljanićs vejledning, ledet af Dragan Džajić og Jovan Aćimović. Røde Stjerne eliminerede Liverpool i anden runde af Mesterholdenes Europacup 1973–74 og Real Madrid i kvartfinalen i Pokalvindernes Europacup 1974–75. Branko Stanković, hvis regeringstid som cheftræner varede fire år, bragte Røde Stjerne tre trofæer og den første store europæiske finale. Efter at have elimineret hold som Arsenal, West Bromwich Albion og Hertha BSC, deltog Røde Stjerne for første gang i UEFA Cup-finalen. Der mødte de Borussia Mönchengladbach, der havde spillet fem europæiske finaler fra 1973 til 1980. Tyskerne kom bagud på et mål af Miloš Šestić, men Ivan Jurišics selvmål gav Gladbach en psykologisk fordel før omkampen. Denne kamp blev spillet på Rheinstadion i Düsseldorf, hvor den italienske dommer Alberto Michelotti tildelte et tvivlsomt straffespark til tyskerne, og den danske spiller Allan Simonsen forseglede Røde Stjernes skæbne. Folerne vandt 2–1 samlet.
Efter 1970'erne fulgte historiske kampe mod Udo Latteks FC Barcelona i af Pokalvindernes Europacup 1982-83. I begge kampe var Barcelona det bedre hold, og Røde Stjerne blev elimineret. Bemærkelsesværdigt, da Barças Diego Maradona scorede sit andet mål foran cirka 100.000 tilskuere på Marakana, var Beograds publikum så begejstrede for målet, at selv de loyale Beograd-fans bifaldte Maradona. Gojko Zec vendte tilbage til holdet i 1983, hvor der kun var én spiller fra mesterholdet han trænede i 1977, Miloš Šestić. Zec gentog på lignende måde klubbens sejr fra sit tidligere periode ved at vinde mesterskabet straks efter hans ankomst. Zec forlod klubben i en kontroversiel Šajber s case-agtig skandale, som var resultatet af uregelmæssigheder i sæsonen 1985-86.

## Nuværende trup
Oversigten er opdateret til og med 18. april 2025

### First team
| Nr. | Land                        | Position | Spiller                           |
| --- | --------------------------- | -------- | --------------------------------- |
| 3   | Colombia                    | FO       | Keimer Sandoval                   |
| 4   | Jugoslavien                 | MI       | Mirko Ivanic (Anfører)            |
| 6   | Bosnien-Hercegovina         | MI       | Rade Krunic                       |
| 7   | Serbien                     | MI       | Jovan Sljivic                     |
| 8   | Gabon                       | MI       | Guelor Kanga                      |
| 9   | Senegal                     | AN       | Cherif Ndiaye                     |
| 10  | Serbien                     | MI       | Aleksandar Katai                  |
| 13  | Serbien                     | MM       | Savo Radanovic Skabelon:Fs Player |
| 15  | Demokratiske Republik Congo | AN       | Silas                             |
| 17  | Brasilien                   | AN       | Bruno Duarte                      |
| 18  | Israel                      | MM       | Omri Glazer                       |
| 21  | Slovenien                   | MI       | Timi Max Elsnik                   |
| 23  | Serbien                     | FO       | Milan Rodić                       |

| Nr. | Land       | Position | Spiller              |
| --- | ---------- | -------- | -------------------- |
| 25  | Senegal    | FO       | Mamadou Fall         |
| 27  | Angola     | AN       | Milson               |
| 28  | Serbien    | MM       | Vuk Draskic          |
| 30  | Montenegro | FO       | Andrej Djuric        |
| 31  | Serbien    | AN       | Uros Sremcevic       |
| 32  | Serbien    | MI       | Luka Ilic            |
| 33  | Serbien    | FO       | David Djuric         |
| 44  | Serbien    | FO       | Veljko Milosavljevic |
| 47  | Serbien    | FO       | Strahinja Stojkovic  |
| 49  | Serbien    | AN       | Nemanja Radonjic     |
| 55  | Serbien    | MI       | Andrija Maksimovic   |
| 66  | Sydkorea   | FO       | Young-woo Seol       |
| 77  | Serbien    | MM       | Ivan Guteša          |
| 88  | Ghana      | FO       | Ebenezer Annan       |
| 92  | Serbien    | MI       | Vasilije Kostov      |